# Kids See Ghosts
Kids See Ghosts (stiliseret i store bogstaver som KIDS SEE GHOSTS) var en amerikansk hiphop duo, som bestod af Kanye West og Kid Cudi. Gruppen blev dannet i 2018, og udgav samme år deres hidtil eneste album, det selvbetitlet Kids See Ghosts.

## Medlemmer
- Kanye West
- Kid Cudi

## Diskografi
Studiealbum
- Kids See Ghosts (2018)